# Almas en la hoguera
Almas en la hoguera es una película estadounidense de 1949 dirigida por Henry King y protagonizada por Gregory Peck, Hugh Marlowe, Gary Merrill, Millard Mitchell y Dean Jagger.
Galardonada con 2 premios Oscar 1950 : al mejor actor secundario (Dean Jagger) y al mejor sonido (W.D. Flick y Roger Heman Sr.).
Galardonada con el premio NYFCC 1950 : al mejor actor (Gregory Peck).
Preservada desde 1998 en el National Film Registry de la Biblioteca del Congreso de Estados Unidos por ser considerada "culturalmente, históricamente, o estéticamente significativa".
Generó una serie de televisión del mismo nombre, que fue exhibida por ABC desde septiembre de 1964 a enero de 1967.

## Sinopsis
En los comienzos de la Segunda Guerra Mundial, el coronel Keith Davenport (Gary Merrill) es el comandante de una base aérea de bombarderos estadounidenses en Inglaterra. La unidad ha sido formada apresuradamente y enviada al frente con poca instrucción y experiencia, lo que ha resultado en grandes pérdidas de personal y aviones. La moral es muy baja entre los aviadores y el coronel Davenport está muy afectado por la pérdida de su personal, y cree que las bajas se deben a la estrategia de bombardeo realizada a pleno día, siguiendo la táctica de bombardeo de precisión, lo que exponía a sus aviones al ataque de aviones enemigos y al fuego antiaéreo alemán, al presentarse sobre sus blancos en formación cerrada.
Llega a la base la orden de reducir la altura de bombardeo para lograr una mayor precisión. Esta orden le parece desquiciada al coronel Davenport, y viaja hasta el cuartel general para pedir una explicación, ante una orden que sabe causará más bajas entre sus tripulaciones. 
Allí se entrevista con el general de brigada Frank Savage (Gregory Peck), quien amablemente le recuerda que las órdenes que ha recibido han sido cuidadosamente estudiadas. Al coronel Davenport no le queda otra que aceptar y regresa a su base, decepcionado.
Sin embargo, su visita ha sido notada por el general Patrick Pritchard (Millard Mitchell), jefe del comando aéreo, que decide hacer una visita a la base del coronel Davenport para informarse de la causa del fracaso de este. Luego de interrogar al coronel y a sus subalternos, el general Pritchard llega a la conclusión de que el coronel está demasiado comprometido emocionalmente con su personal, y decide reemplazarlo.
De regreso en su cuartel general, decide nombrar al general Savage en reemplazo del coronel Davenport. El general Savage tenía mucha experiencia en bombardeos al haber sido uno de los primeros en participar en los ataques  obreAlemania.
El general Savage asume el puesto y comienza a aplicar una dura disciplina entre el personal, comenzando por arrestar al teniente coronel Ben Gately (Hugh Marlowe), acusándolo de no cumplir con su deber, al no asumir el mando en el período de traslado del coronel Davenport hasta su llegada. El general Savage lo releva del mando y coloca en su lugar al comandante Joe Cobb (John Kellogg), uno de sus subordinados. 
El teniente coronel Gately es un oficial de carrera, con una historia familiar en las fuerzas armadas estadounidenses; pero, aun así, el general Savage lo nombra comandante de una tripulación conocida por su poca eficiencia.
Las actitudes del general Savage terminan por causar las solicitudes de traslado de todos los pilotos de la base. El general, sin embargo, sigue empeñado en la aplicación de la disciplina para lograr resultados, y convence al oficial encargado de los traslados, el comandante Harvey Stovall (Dean Jagger), de demorar por un tiempo los trámites.
El general Savage inicia un entrenamiento intensivo que comenzará a dar resultados al notar las tripulaciones que sus aviones comienzan a ser menos blanco de los ataques de la Luftwaffe. El prestigio del general aumenta después de una misión, cuando logra regresar con su grupo intacto. Sin embargo, las solicitudes de traslado siguen en pie. El general busca la ayuda del teniente Jesse Bishop (Robert Patten) para que logre convencer a sus compañeros de cambiar de actitud. Luego de un tiempo, el teniente Bishop logra que sus camaradas retiren sus solicitudes de traslado.
Un tiempo después, el coronel Gately resulta herido en una misión de combate y es hospitalizado. El general Savage cambia su actitud hacia él y lo restituye en su puesto, logrando el aprecio y la amistad del coronel Gately.
Los bombardeos sobre Alemania son cada vez más alejados de la base, y los riesgos de ser derribado o muerto aumentan. Las bajas vuelven a ser numerosas, incluyendo al teniente Jesse Bishop entre ellas. El general Pritchard intenta hacer regresar al general Savage a su antiguo puesto en el comando, pero este le responde que su presencia es todavía necesaria como comandante de la base aérea.
Llega una orden de bombardear una fábrica de rodamientos, y la misión resulta con muchas bajas hechas por la aviación alemana que defiende la fábrica. El general Savage ve cómo el avión del comandante Joe Cobb, aquel que había reemplazado al coronel Gately, explota en el aire al ser alcanzado por el fuego antiaéreo. El general sufre un choque emocional por la pérdida.
El bombardeo resulta a medias, y el general Savage decide realizar una segunda misión al día siguiente para terminar de destruirla. Vuelve a colocar al coronel Gately en su puesto original, reemplazando al comandante Cobb.
Llega el día siguiente, y el general Savage resulta imposibilitado de dirigir la misión a causa de su shock emocional, quedando temporalmente catatónico. El coronel Gately asume entonces el mando de la misión y logra destruir la fábrica, sufriendo un mínimo de bajas. El coronel Savage, al ver regresar a sus pilotos, comienza a recuperar su equilibrio emocional y sigue dirigiendo la base hasta finalizar la guerra.

## Reparto
- Gregory Peck ..... Brigadier general Frank Savage
- Hugh Marlowe ..... Teniente coronel Ben Gately
- Gary Merrill ..... Coronel Keith Davenport
- Millard Mitchell ..... Mayor general Patrick Pritchard
- Dean Jagger ..... Mayor / Teniente coronel Harvey Stovall
- Robert Arthur ..... Sargento McIllhenny
- Paul Stewart ..... Mayor "Doc" Kaiser (cirujano aéreo)
- John Kellogg ..... Mayor Cobb
- Robert Patten ..... Teniente Bishop
- Lee MacGregor ..... Teniente Zimmerman
- Sam Edwards ..... Teniente Birdwell
- Roger Anderson ..... Oficial de interrogatorios

- Datos: Q1194888
- Multimedia: Twelve O'Clock High / Q1194888